# OSF/1
OSF/1（オー・エス・エフ・ワン、Open Software Foundation 1）はOSF（Open Software Foundation）が1990年にリリースしたオペレーティングシステム。Machをカーネルに使用したUNIXである。

## 歴史

### OSFとUI、USLを巡る歴史
- 1986年　IEEE/POSIX標準化委員会
- 1988年5月　OSF設立。IBM、ヒューレット・パッカード (HP) 、DEC等がOSFを結成。
- 1988年11月　AT&T、サン・マイクロシステムズがUnix International (UI) 設立。
- 1989年　UNIX Systems Laboratories (USL) がUNIX System V Release 4を発表。
- 1990年　OSF/1 1.0リリース。
- 1991年　ノベルがUSLに出資。
- 1993年　ノベルがUSLを買収。
- 1994年　X/OpenとOSFが The Open Group に統合。

### 代表的なOSF/1
- IBM　AIX
- DEC　Digital UNIX
- HP　HP-UX
- 日立製作所　HI-OSF/1-MJ、HI-UX/MPP

ただし、IBMとHPは Mach カーネルを採用していない。